# EPrix van São Paulo
De ePrix van São Paulo is een race uit het Formule E-kampioenschap. In 2023 maakte de race haar debuut op de kalender als de zesde race van het negende seizoen.

## Geschiedenis
Al in het eerste Formule E-seizoen stond er een ePrix in Brazilië in het nabijgelegen Rio de Janeiro op de planning, maar deze ging vanwege technische problemen niet door. Enkele jaren later ontwierp Formule E-coureur Lucas di Grassi een circuit in het Ibirapuerapark in São Paulo, maar een race op deze locatie bleek onmogelijk vanwege politieke veranderingen. In het seizoen 2017-2018 stond er opnieuw een race in São Paulo gepland, die werd vervangen door een ePrix in Punta del Este.
Op 30 april 2022 werd een overeenkomst tussen de stad São Paulo en de Formule E afgesloten. De race kreeg een contract voor vijf jaar, met een optie voor nog eens vijf jaar. Het contract werd goedgekeurd en op 29 juni 2022 werd de race officieel aangekondigd. De eerste ePrix, gehouden op 25 februari 2023, werd gewonnen door Mitch Evans.

## Resultaten
| Editie | Seizoen   | Circuit   | Winnaar                              | Tweede                                                  | Derde                                      | Pole position                                    | Snelste ronde                 |
| ------ | --------- | --------- | ------------------------------------ | ------------------------------------------------------- | ------------------------------------------ | ------------------------------------------------ | ----------------------------- |
| 1      | 2022-2023 | São Paulo | Mitch Evans Jaguar TCS Racing        | Nick Cassidy Envision Racing                            | Sam Bird Jaguar TCS Racing                 | Stoffel Vandoorne DS Penske                      | Sam Bird Jaguar TCS Racing    |
| 2      | 2023-2024 | São Paulo | Sam Bird NEOM McLaren Formula E Team | Mitch Evans Jaguar TCS Racing                           | Oliver Rowland Nissan Formula E Team       | Pascal Wehrlein TAG Heuer Porsche Formula E Team | Nyck de Vries Mahindra Racing |
| 3      | 2024-2025 | São Paulo | Mitch Evans Jaguar TCS Racing        | António Félix da Costa TAG Heuer Porsche Formula E Team | Taylor Barnard NEOM McLaren Formula E Team | Pascal Wehrlein TAG Heuer Porsche Formula E Team | David Beckmann Cupra Kiro     |